# Марк Антуан Огюст Годен
Марк Антуан Огюст Годен (5 квітня 1804 — 2 серпня 1880) — французький хімік.
Він був піонером у фотографії та зробив внесок у газовий закон Авогадро, припустивши, що деякі елементи утворюють двоатомний або багатоатомний газ.
Годен створив перші мікроскопічні синтетичні рубіни, сплавивши при високій температурі калійний галун з невеликою кількістю хрому як пігменту.